# Uttoxeter
Uttoxeter est un bourg situé dans le comté de Staffordshire au Royaume-Uni, près de la Dove et des villes de Stoke-on-Trent, Derby et Lichfield. Il est jumelé avec Fumel en Lot-et-Garonne, ainsi qu'avec Raisdorf en Allemagne.
Uttoxeter est connu pour son Hippodrome dans le bourg.